# Harley Marques
 Harley Marques Silva  (Brasília, 6 de julho de 1974) é  um voleibolista brasileiro que atua como atleta  de voleibol de praia que conquistou a medalha de prata na edição do Campeonato Mundial de Vôlei de Praia de 2009 na Noruega, disputando as edições de  2003 no Brasil, 2005 na Alemanha,  2007 na Suíça e de 2011 Itália. Foi campeão do Circuito Mundial de 2008 e vice-campeão no ano seguinte.

## Carreira
O canhoto Harley estreou no Circuito Mundial de 1997 ao lado de Dennys Paredes na Etapa do Aberto de Fortaleza, única que disputaram naquele ano, finalizaram na décima sétima colocação.
Depois formou dupla com Ernesto Vogado na Etapa Challenger de Viña del Mar pelo Circuito Mundial de 1998 quando alcançaram na décima sétima posição. Com Luizão Correa disputou a Etapa do Aberto de Vitória pelo Circuito Mundial de 2000, ocasião que finalizou na trigésima terceira posição.
No Circuito Mundial de 2001, com Luizão finalizou na trigésima terceira colocação no Aberto de Vitória e com Pará encerrou na nona colocação no Aberto de Mallorca. Em 2002 formou dupla com Pará nas etapas do Circuito Mundial, alcançaram a quinquagésima sétima posição nos Abertos de Gstaad e Montreal, quinto lugar no Grand Slam de Marseille e no Aberto de Fortaleza, além da quarta colocação nos Abertos de Mallorca e Stavanger e o título do Aberto de Berlim, e no ranking geral terminou na décima nona posição.
No ano seguinte formou dupla com Franco Neto,  e atuaram nas etapas do Circuito Mundial de 2003, finalizando  com os seguintes resultados: vigésimo quinto lugar no Grand Slam de Los Angeles, nona colocação nos Abertos de Gstaad e Espinho, também ocuparam tal posto na edição do Campeonato Mundial de 2003 no Rio de Janeiro; além da nona posição no Grand Slam Klagenfurt e  Marseille, quinto lugar nos Abertos de Stavanger e de Rodes,  quarta colocação no Aberto de Mallorca e seu primeiro título no circuito foi no Grand Slam de Berlim neste mesmo ano, e no ranking geral finalizou na décima primeira posição.
Na sequência formou dupla com Benjamin Insfran, juntos competiram em duas etapas do Circuito Mundial de 2004, obtendo o sétimo lugar no Aberto de Salvador e o bronze no Aberto da Cidade do Cabo; também disputou etapas com Luizão Correa, obtendo o quinquagésimo sétimo lugar no Aberto de Espinho, décima sétima posição no Aberto de Stavanger, não se classificando com este atleta nas etapas do Grand Slam de Berlim e no Aberto de Gstaad; mudou de parceiro durante o circuito, desta vez com Fred Souza, não obtendo classificação no Grand Slam de Klagenfurt, obtiveram o décimo terceiro lugar no Grand Slam de Marseille,  nono lugar no Aberto de Carolina (Porto Rico) e o quinto lugar nos Abertos de Mallorca e Rio de Janeiro e no ranking geral finalizou no trigésimo oitavo lugar.
Retomou a parceria com Benjamin Insfran nas etapas do Circuito Mundial de 2005, alcançando os resultados: décimo terceiro lugar no Aberto de Espinho, nono lugar no Campeonato Mundial de 2005 sediado em Berlim, mesma colocação obtida no Grand Slam de Klagenfurt, também ficaram com a sétima colocação no Aberto de Salvador, o quinto lugar no Aberto da Cidade do Cabo e no Grand Slam de Paris, o quarto lugar nos Abertos de São Petersburgo, Zagreb, Xangai, o bronze nos Abertos de Atenas e Acapulco, o vice-campeonato no Aberto de Gstaad e no Grand Slam de Stavanger e o segundo título conquistado no Aberto de Montreal, encerrando na quinta colocação geral no ranking.
No Circuito Brasileiro de Vôlei de Praia de 2006 conquistou ao lado de Alison Cerutti o vice-campeonato na etapa de Recife e quarto lugar na etapa de Fortaleza.
Com Benjamin disputou dez etapas do Circuito Mundial de 2006, não obtendo classificação nas etapas dos Abertos de Espinho e Marseille, nos Grand Slams de Gstaad e de Paris, décimo sétimo lugar do Aberto Zagreb, sétimo lugar nos Abertos de Xangai e de São Petersburgo, quinto lugar no  Aberto de Montreal,  bronze  no Aberto de Roseto degli Abruzzi e Grand Slam de Stavanger, nas etapas finais do circuito competiu com Alison Cerutti, não classificando no Aberto de Vitória e obtiveram o nono lugar no Aberto de Acapulco, terminando no ranking geral na vigésima quinta colocação.
Jogou as duas etapas iniciais do Circuito Brasileiro de 2007 ao lado de Alison Cerutti, alcançando o bronze nas etapas de Londrina e Porto Alegre e disputou as demais etapas ao lado de Pedro Solberg, alcançando o bronze nas etapas de Santos, Brasília, João Pessoa, Cabo Frio e Maceió e o título da etapa de Salvador.
Formou uma nova parceria ao lado de Pedro Solberg para as competições de 2007, e nas etapas do Circuito Mundial não obtendo classificação no Grand Slam de Stavanger, trigésimo terceiro lugar no Grand Slam de Paris, o décimo sétimo lugar no Campeonato Mundial de 2007 em Gstaad na Suíça, além do nono lugar nos Abertos de Roseto degli Abruzzi, Zagreb, Marseille e Fortaleza, do quinto lugar nos Grand Slams de Berlime  Klagenfurt e nos Abertos de Kristiansand, do quarto lugar do Aberto de Espinho, do bronze nos Abertos de Montreal e Manama, sagraram-se campeões nos Abertos de Xangai, Aland e São Petersburgo, finalizando no ranking  geral em sétimo lugar.
Disputou o Circuito Brasileiro Banco do Brasil de Vôlei de Praia de 2008, ao lado de Pedro Solberg sagrou-se campeão  das etapas de Maceió e João Pessoa e vice-campeão das etapas de Xangri-lá (RS), Florianópolis, Campo Grande e Brasília, quarto lugar na etapa de Foz do Iguaçu,recebeu o prêmio de Melhor Saque do Circuito de 2008, a exemplo das edições de 2001, 2002, 2003 , 2004, 2005,  2006 e 2008.
Com Pedro Solberg disputou as etapas de Circuito Mundial de 2008, obtendo o vigésimo quinto lugar no Aberto de Zagreb, décima terceira posição no Aberto de Praga, nona posição nos Grand Slams de Berlim, Stavanger, Moscou e  Klagenfurt, quinta colocação no Aberto de Kristiansand, quarto lugar nos Abertos de Barcelona, Stare Jablonki  e Marseille, também no Grand Slam de Paris, bronze no Aberto de Dubaie os títulos nos Abertos de Adelaide (Austrália), Xangai, Roseto degli Abruzzi, Mallorca, Guarujá e Sanya, mesmo posto obtido no Grand Slam de Gstaad, conquistando seu primeiro título no geral do Circuito Mundial de 2008, sendo eleitos a Dupla do Ano, e Harley recebeu os prêmios como Jogador Mais Marcante do Ano (Most Outstanding Player).
Ao lado de Alison Cerutti conquistou pelo Circuito Banco do Brasil de 2009 os títulos das etapas de Balneário Camboriú, Belém, Teresina, Fortaleza, João Pessoa, Recife , Maceió  e Salvador, obtendo os vice-campeonato na etapa de Curitiba e Brasília e o bronze na etapa de Santa Maria, conquistando ao final das etapas o primeiro lugar geral,  novamente premiado como Melhor Saque, além dos prêmios de Melhor Defesa e Melhor Jogador, foi eleito o Melhor Jogador de vôlei de Praia pelo Comitê Olímpico Brasileiro (COB).
Novamente formou dupla com Alison Cerutti, ambos disputaram uma etapa do Circuito da AVP-Associação de Vôlei Profissional Americana ou AVP Pro Beach Tour, Glendale (Arizona) e conquistou nesta o vice-campeonato.Já pelo Circuito Mundial de 2009, com esta formação de dupla, alcançou a nona posição no Grand Slam de Gstaad, quinta colocação no Aberto de Aland e nos Grand Slams de Marseille e Moscou, quarta posição no Aberto de Stare Jablonki, bronze nos Abertos de Roma, Kristiansand e Haia, segundo lugar no Aberto de Brasília e no Grand Slam de Klagenfurt, além da medalha de prata no Campeonato Mundial de 2009 sediado em Stavanger, Noruega, foi campeão nos Abertos de Xangai e de Myslowice, no final geral sagraram-se vice-campeões do Circuito Mundial de 2009 e foi premiado nesta temporada como o Jogador Mais Inspirador do Circuito Mundial e o Mais Inspirador (Most Inspirational) da temporada.
Iniciou a temporada de 2010 ao lado de Fábio Luiz Magalhães quando conquistaram o vice-campeonato na etapa de Campo Grande pelo Circuito Banco do Brasil, com Pedro Solberg conquistou o título da etapa de João Pessoa e com Fred Souza o bronze na etapa de Búzios, novamente premiado como Melhor Sacador da temporada e Rei da Praia de 2010.
No Circuito Mundial de 2010 também iniciou ao lado de Fábio Luiz , nas etapas seguinte retomou a parceria ao lado de Pedro Solberg e obtiveram: o décimo sétimo lugar no Aberto de Myslowice e no Grand Slam de Klagenfurt, nono lugar nos Grand Slams de Roma, Gstaad, Stavanger e Haia, quinta posição no Grand Slams de Moscou e Stare Jablonki, vice-campeonato no Aberto de Kristiansand e o título no Aberto de Xangai, ocupando o décimo sexto lugar no ranking final.
No Circuito Brasileiro de 2011, sendo duas com  Thiago Santos e juntos foram campeões da etapa de Rosário, Argentina do Circuito Sul-Americano, ainda disputou três etapas ao lado dele e encerraram na quarta colocação nas etapas de Balneário Camboriú e Santa Maria e a outra etapa disputou juntamente com  Evandro Júnior, na qual finalizaram com o bronze nas areias de Fortaleza, novamente foi premiado como Melhor Sacador.Com Thiago Santos competiu nas etapas do Circuito Mundial deste mesmo ano, obtendo os resultados: vigésimo quinto lugar no Aberto de Brasília, décima sétima colocação na edição do Campeonato Mundial de 2011 realizado em Roma na Itália, mesma colocação obtidas nos Grand Slams de Klagenfurt Stare Jablonki e no Aberto de Haia, décimo terceiro lugar no Aberto de Xangai, sétimo lugar no Aberto de Quebec e o quinto no  Grand Slam de Moscou, e não pontuaram nos Grand Slams de Gstaad e Stavanger, o mesmo ocorrido no Aberto de Aland, encerrando na quadragésima oitava colocação no ranking final. Com Evandro disputou a edição dos Jogos Sul-Americanos, realizados em Manta, Equador, válida pelo Circuito Sul-Americano, finalizando em quinto lugar.
Em 2012  anunciou o nascimento de seu primeiro filho com a voleibolista Cristine Sant'anna "Saka",com quem está casado desde 2007, esta naturalizada georgiana, durante a gestação teve um aborto. Neste ano iniciou as etapas do Circuito Brasileiro com Evandro Júnior, conquistando o título da etapa de Recife e o quarto lugar na etapa de João Pessoa, obteve também  o terceiro lugar nas etapas de Campinas e Curitiba, nestas ocasiões jogou com Benamin Insfran, novamente foi o Melhor Sacador da temporada 2012-13.Com Evandro obteve as seguintes posições nas etapas do Circuito Mundial: não pontuaram nos Grand Slams de Xangai, Pequim, Moscou, Roma, Gstaad, Berlim e Klagenfurt, alcançaram a trigésima terceira colocação no Aberto de Myslowice a vigésima quinta posição no Aberto de Praga e o quinto lugar no Aberto de Brasília.
Anunciou em 2013 a parceria com Renatão, brasileiro naturalizado georgiano, conquistaram o título da etapa de Aracaju pelo Circuito Banco do Brasil Challenger, depois formou dupla com Benjamin e conquistou o terceiro lugar na etapa de Sinop no Circuito Banco do Brasil Challenger. Obteve a quarta colocação na etapa de Maceió do Circuito Banco do Brasil, com Benjamin, e com este mesma colocação obtida na etapa de Brasília. Ao lado de Benjamin também disputou duas etapas do Circuito Alemão, finalizando em sétimo lugar na Etapa de Hamburgo e o quinto na etapa de Münster.
Em 2014 ratificou formação de dupla com Renatão, ano que marcou o nascimento de seu filho Rafael Harley, nascido em 7 de março, também disputou nesta jornada ao lado de Fernandão, após resultados negativos, desfizeram a parceria.
Com Benjamin foi vice-campeão na etapa de Campinas em 2014, também vice-campeão do SuperPraia B 2014, em Maceió, foi bronze na etapa de Jaboatão dos Guararapes do Circuito Banco do Brasil de 2014-15, conquistando o quarto lugar na etapa de Porto Alegre e o quinto lugar na etapa de São José.Ao lado de  Jô Gomes foi vice-campeão da etapa de Medelín do Circuito Sul-Americano de 2014. Em 2015 continuou atuando com Benjamin,  finalizando em quinto lugar na etapa de Fortaleza e bronze na etapa de Recife.
Em 2016 disputou a Etapa de João Pessoa pelo Circuito Banco do Brasileiro Challenger alcançou o quinto lugar ao lado de Oscar Brandão; ao lado de Fernandão alcançou o terceiro lugar na etapa de Aracaju pelo Circuito Banco do Brasileiro Challenger. Ainda em 2016 ficou em quinto lugar no SuperPraia ao lado de Ricardo Alex Santos com quem finalizou em quinto lugar na etapa de João Pessoa.
Disputou  em 2016 com Moisés Santos a Etapa do Rio de Janeiro, finalizando na nona posição, mesmo posto obtido na etapa de Fortaleza e obteve com ele o título da  etapa de Saquarema do Circuito Banco do Brasil 2015-16, depois mudou de parceria  e disputou com Luciano Ferreira e terminaram na décima terceira posição na etapa de Maceió e foram nonos colocados na edição do SuperPraia de 2017 sediado em Niterói. Após temporadas sem competir pelo Circuito Mundial, na edição de 2016 desta competição, disputou o Aberto de Maceió finalizando na vigésima quinta colocação, ocasião que jogou com Ricardo Alex Santos e com Thiago Santos terminou na décima sétima posição no Aberto de Fortaleza.
Em 2017 competiu com Luciano Ferreira no Circuito Brasileiro de Vôlei de Praia Challenger, quando alcançaram a nona posição na etapa de Maringá, a décima terceira posição na etapa de Bauru, na nona posição na etapa de Palmas e o nono lugar no Rio de Janeiro.

## Títulos e resultados
- Etapa do Aberto de Myslowice:2009[2]
- Etapa do Aberto de Xangai:2009,[2]2010[2]
- Etapa do Aberto de Adelaide (Austrália):2008[2]
- Etapa do Aberto de Xangai:2008[2]
- Etapa do Aberto de Roseto degli Abruzzi:2008[2]
- Etapa do Aberto de Mallorca:2008[2]
- Etapa do Aberto de Guarujá:2008[2]
- Etapa do Aberto de Sanya:2008[2]
- Etapa do Grand Slam de Gstaad:2008[2]
- Etapa do Aberto de Xangai:2007[2]
- Etapa do Aberto de Aland:2007[2]
- Etapa do Aberto de São Petersburgo:2007[2]
- Etapa do Aberto de Montreal:2005[2]
- Etapa do Grand Slam de Berlim:2002- 2003[2]
- Etapa do Aberto de Kristiansand:2010[2]
- Etapa do Grand Slam de Klagenfurt:2009[2]
- Etapa do Aberto de Brasília:2009[2]
- Etapa do Aberto de Gstaad:2005[2]
- Etapa do Grand Slam de Stavanger:2005[2]
- Etapa do Aberto de Dubai:2008[2]
- Etapa do Aberto de Roseto degli Abruzzi:2006[2]
- Etapa do Grand Slam de Stavanger:2006[2]
- Etapa do Aberto de Atenas:2005[2]
- Etapa do Aberto de Acapulco:2005[2]
- Etapa do Aberto da Cidade do Cabo:2004[2]
- Etapa do Aberto de Manama:2007[2]
- Etapa do Aberto de Montreal:2007[2]
- Etapa do Aberto de Roma:2009[2]
- Etapa do Aberto de Kristiansand:2009[2]
- Etapa do Aberto de Haia:2009[2]
- Etapa do Aberto de Stare Jablonki:2009[2]
- Etapa do Aberto de Barcelona:2008[2]
- Etapa do Aberto de Stare Jablonki:2008[2]
- Etapa do Aberto de Marseille:2008[2]
- Etapa do Grand Slam de Paris:2008[2]
- Etapa do Aberto de Espinho:2007[2]
- Etapa do Aberto de São Petersburgo:2004[2]
- Etapa do Aberto de Zagreb:2004[2]
- Etapa do Aberto de Xangai:2004[2]
- Etapa do Aberto de Mallorca:2003[2]
- Etapa do Aberto de Mallorca:2002[2]
- Etapa do Aberto de Stavanger:2002[2]
- Etapa da Argentina do  Circuito Sul-Americano de Vôlei de Praia:2011[17]
- Etapa da Argentina do  Circuito Sul-Americano de Vôlei de Praia:2014[2]
- Etapa de Saquarema do Circuito Brasileiro Banco do Brasil:2015-16[35]
- Etapa de Salvador do Circuito Brasileiro de Voleibol de Praia Open:2012[4]
- Etapa de João Pessoa do Circuito Brasileiro de Voleibol de Praia Open:2010[4]
- Circuito Brasileiro de Voleibol de Praia Open:2009[5]
- Etapa de Balneário Camboriú do Circuito Circuito Brasileiro de Voleibol de Praia Open:2009[5]
- Etapa de Belém do Circuito Brasileiro de Voleibol de Praia Open:2009[5]
- Etapa de Teresina do Circuito Brasileiro de Voleibol de Praia Open:2009[5]
- Etapa de Fortaleza do Circuito Brasileiro de Voleibol de Praia Open:2009[5]
- Etapa de João Pessoa do Circuito Brasileiro de Voleibol de Praia Open:2009[5]
- Etapa de Recife do Circuito Brasileiro de Voleibol de Praia Open:2009[5]
- Etapa de Maceió do Circuito Brasileiro de Voleibol de Praia Open:2009[5]
- Etapa de Salvador do Circuito Brasileiro de Voleibol de Praia Open:2009[5]
- Etapa de João Pessoa do Circuito Brasileiro de Voleibol de Praia Open:2008[5]
- Etapa de Maceió do Circuito Brasileiro de Voleibol de Praia Open:2008[5]
- Etapa de Salvador do Circuito Brasileiro de Voleibol de Praia Open:2007[4]
- Etapa de Campinas do Circuito Brasileiro de Voleibol de Praia Open:2014[5]
- Etapa de Campo Grande do Circuito Brasileiro de Voleibol de Praia Open:2010[4]
- Etapa de Curitiba do Circuito Brasileiro de Voleibol de Praia Open:2009[5]
- Etapa de Brasília do Circuito Brasileiro de Voleibol de Praia Open:2009[4]
- Etapa de Xangri-lá do Circuito Brasileiro de Voleibol de Praia Open:2008[5]
- Etapa de Florianópolis do Circuito Brasileiro de Voleibol de Praia Open:2008[5]
- Etapa de Campo Grande do Circuito Brasileiro de Voleibol de Praia Open:2008[5]
- Etapa de Brasília do Circuito Brasileiro de Voleibol de Praia Open:2008[5]
- Etapa de Recife do Circuito Brasileiro de Voleibol de Praia Open:2006[4]
- Etapa do Recife do Circuito Brasileiro de Voleibol de Praia Open:2015[4]
- Etapa de Jaboatão dos Guararapes do Circuito Brasileiro de Voleibol de Praia Open:2014-15[5]
- Etapa de Curitiba do Circuito Brasileiro de Voleibol de Praia Open:2012[4]
- Etapa de Campinas do Circuito Brasileiro de Voleibol de Praia Open:2012[4]
- Etapa de Fortaleza do Circuito Brasileiro de Voleibol de Praia Open:2011[4]
- Etapa de Búzios do Circuito Brasileiro de Voleibol de Praia Open:2010[4]
- Etapa de Santa Maria do Circuito Brasileiro de Voleibol de Praia Open:2009[5]
- Etapa de Maceió do Circuito Brasileiro de Voleibol de Praia Open:2007[4]
- Etapa de Cabo Frio do Circuito Brasileiro de Voleibol de Praia Open:2007[4]
- Etapa de João Pessoa do Circuito Brasileiro de Voleibol de Praia Open:2007[4]
- Etapa de Brasília do Circuito Brasileiro de Voleibol de Praia Open:2007[4]
- Etapa de Santos do Circuito Brasileiro de Voleibol de Praia Open:2007[4]
- Etapa de Londrina do Circuito Brasileiro de Voleibol de Praia Open:2007[4]
- Etapa de Porto Alegre do Circuito Brasileiro de Voleibol de Praia Open:2007[4]
- Etapa de Porto Alegre do Circuito Brasileiro de Voleibol de Praia Open:2012-13[4]
- Etapa de Brasília do Circuito Brasileiro de Voleibol de Praia Open:2012-13[4]
- Etapa de Maceió do Circuito Brasileiro de Voleibol de Praia Open:2012-13[4]
- Etapa de João Pessoa do Circuito Brasileiro de Voleibol de Praia Open:2012[4]
- Etapa de Santa Maria do Circuito Brasileiro de Voleibol de Praia Open:2011[4]
- Etapa de Balneário Camboriú do Circuito Brasileiro de Voleibol de Praia Open:2011[4]
- Etapa de Foz do Iguaçu do Circuito Brasileiro de Voleibol de Praia Open:2008[4]
- Etapa de Fortaleza do Circuito Brasileiro de Voleibol de Praia Open:2006[4]
- Etapa de Aracaju do Circuito Brasileiro de Voleibol de Praia - Challenger:2013[5]
- Etapa de Aracaju do Circuito Brasileiro de Voleibol de Praia - Challenger:2016[32]
- Etapa de Sinop do Circuito Brasileiro de Voleibol de Praia - Challenger:2013[5]
- Etapa de Glendale (Arizona)  do Circuito da AVP de Vôlei de Praia:2009[6]
- SuperPraia B:2014[28]

## Premiações individuais
- Jogador Mais Inspirador (MIP) do Ano do Circuito Mundial de Voleibol de Praia de 2009[5]
- Jogador Mais Marcante (MOP) do Ano do Circuito Mundial de Voleibol de Praia de 2009[5]
- Dupla do Ano do Circuito Mundial de Voleibol de Praia de 2008[8]
- Jogador Mais Marcante (MOP) do Ano do Circuito Mundial de Voleibol de Praia de 2008[9]
- Rei da Praia de 2010[5]
- Melhor Jogador e vôlei de Praia de 2009 (COB)[5]
- MVP  do Circuito Brasileiro Banco do Brasil de 2009[5]
- Melhor Defensor do Circuito Brasileiro Banco do Brasil de 2009[5]
- Melhor Sacador do Circuito Brasileiro Banco do Brasil de 2012-13[5]
- Melhor Sacador do Circuito Brasileiro Banco do Brasil de 2011[5]
- Melhor Sacador do Circuito Brasileiro Banco do Brasil de 2010[5]
- Melhor Sacador do Circuito Brasileiro Banco do Brasil de 2009[5]
- Melhor Sacador do Circuito Brasileiro Banco do Brasil de 2008[5]
- Melhor Sacador do Circuito Brasileiro Banco do Brasil de 2007[5]
- Melhor Sacador do Circuito Brasileiro Banco do Brasil de 2005[5]
- Melhor Sacador do Circuito Brasileiro Banco do Brasil de 2004[5]
- Melhor Sacador do Circuito Brasileiro Banco do Brasil de 2003[5]
- Melhor Sacador do Circuito Brasileiro Banco do Brasil de 2002[5]
- Melhor Sacador do Circuito Brasileiro Banco do Brasil de 2001[5]